# AT Microscopii
AT Microscopii (AT Mic / HD 196982 / Gliese 799 / HIP 102141) es un sistema estelar en la constelación de Microscopium, situado al noroeste de α Microscopii, al suroeste de ω Capricorni y al este de Askella (ζ Sagittarii). Es una binaria visual cuyas componentes, dos enanas rojas —denominadas Gliese 799 A y B—, están separadas 4 segundos de arco. Probablemente forma un sistema triple con la estrella AU Microscopii, situada a 1,18 años luz. AT Microscopii se encuentra a 33,3 años luz de distancia del sistema solar.
Las dos componentes del sistema AT Microscopii tienen tipo espectral M4.5 Ve y son prácticamente idénticas. De magnitud aparente +10,99 y +11,00, son estrellas tenues con una luminosidad de 0,0037 y 0,0036 soles y un radio en torno al 40 % del radio solar. En el diagrama de Hertzsprung-Russell se sitúan ligeramente por encima de la secuencia principal, lo que apunta hacia su juventud; la edad de ambas estrellas se estima en torno a 12 millones de años. El sistema tiene un período orbital de 209 años, y las estrellas se mueven en una órbita excéntrica (e = 0,256) que hace que la separación entre ambas varíe entre 24,2 UA en el periastro y 40,8 UA en el apoastro.
Gliese 799 A es una estrella fulgurante, una de las primeras en ser reconocidas como tal por Willem Jacob Luyten. Ha sido muy observada desde la década de 1970, tanto en el espectro visible —donde presenta frecuente variabilidad sobre todo en la banda U—, como en la región de microondas y en las longitudes de onda de metros, donde también se han detectado erupciones.